# Matylda (serial telewizyjny)
Matylda – polski serial kostiumowy emitowany w 2024 roku na antenie TVP1 w reżyserii Krzysztofa Langa. 

## Fabuła
Serial opowiada o losach 17-letniej Matyldy Bilińskiej, córki zesłanego w głąb Rosji powstańca styczniowego, która po wydaleniu z pensji zamieszkuje z rodziną w Brzezinie, na Lubelszczyźnie. Tam zmierza się z niesprawiedliwością i szantażem ze strony okrutnego przedsiębiorcy Rubina.

## Obsada[3]

### Bilińscy
| Aktor            | Rola                                                     |
| ---------------- | -------------------------------------------------------- |
| Matylda Bilińska | Maria Kowalska Emilia Ostaszewska (Matylda jako dziecko) |
| Tadeusz Biliński | Ireneusz Czop                                            |
| Wanda Bilińska   | Urszula Grabowska                                        |

### Różańscy
| Helena Różańska     | Małgorzata Buczkowska |
| Witold Różański     | Dariusz Chojnacki     |
| Aleksandra Różańska | Emma Giegżno          |
| Adam Różański       | Jędrzej Hycnar        |

### Rubinowie
| Maurycy Rubin | Mirosław Haniszewski |
| Izabela Rubin | Grażyna Sobocińska   |
| Michał Rubin  | Karol Nowiński       |
| Urszula Rubin | Alina Skawińska      |

### Pozostali ziemianie i mieszkańcy wyższego stanu
| dr Robert Boden  | Kamil Szeptycki |
| Wilhelma Ważkowa | Maria Maj       |
| Piotr Sokołow    | Maurycy Popiel  |
| Ignacy Zawadzki  | Adrian Brząkała |

### Służba
| Jeremi Wicher      | Mateusz Mosiewicz  |
| Żabiński           | Mariusz Jakus      |
| lokaj Walek        | Jacek Król         |
| lokaj Seweryn      | Marcin Piejaś      |
| guwernantka Stasia | Magdalena Warzecha |
| Ada                | Klaudia Koścista   |
| Łukasiak           | Jan Dravnel        |
| kucharka Gienia    | Magdalena Smalara  |
| Maryna             | Anita Szepelska    |